# Thomas Bauer
Thomas Bauer (Schrobenhausen, 27 luglio 1955) è un imprenditore e dirigente d'azienda tedesco, presidente del consiglio di sorveglianza della Bauer AG di Schrobenhausen, prima impresa al mondo nelle fondazioni e macchine da fondazione.
Dal 2019 al 2022 è stato presidente della Federazione europea dei costruttori.

## Biografia
Thomas Bauer è figlio dell'imprenditore edile Karlheinz Bauer ed è stato la settima generazione a gestire l'azienda di famiglia dal 1984 al 2018. Alla fine del 2018 è passato al Consiglio di sorveglianza e ne ha assunto la presidenza. È sposato e ha due figli.
Dopo aver conseguito il diploma di scuola superiore a Schrobenhausen nel 1975, ha svolto il servizio militare nell'aeronautica (ultimo grado: guardiamarina). Dal 1976 ha studiato economia aziendale presso l'Università Ludwig Maximilian di Monaco (diploma di laurea) e ha trascorso un semestre negli Stati Uniti. Nel 1982 è entrato nell'azienda di famiglia. Dal 1984 al 2001 Thomas Bauer è stato amministratore delegato di BAUER Spezialtiefbau GmbH. Dal 1994 al 2018 è stato amministratore delegato di BAUER AG, che dal 2006 è quotata in borsa e funge da holding per le società operative del Gruppo BAUER. Alla fine degli anni '80, Thomas Bauer ha guidato l'internazionalizzazione dell'azienda e, dal 2001, la ristrutturazione del gruppo con i tre segmenti Costruzioni, Macchine e Risorse.
Dal 1993 Thomas Bauer è docente di gestione delle costruzioni presso l'Università Tecnica di Monaco e dal 1998 è professore onorario.

## Attività associativa
Dal 1993 al 2013 membro del consiglio di amministrazione dell'Associazione bavarese dell'industria delle costruzioni, di cui è stato presidente dal 1997 al 2013.
Dal 1993 al 2008 membro del consiglio di amministrazione della rappresentanza per le politiche sociali della principale associazione dell'industria edile tedesca; dal 1999 al 2008 presidente responsabile della politica di contrattazione collettiva della principale associazione dell'industria edile tedesca.
Dal 1996 al 1997 presidente fondatore del consiglio di gestione dell'etica nell'industria delle costruzioni.
Dal 1997 membro del comitato esecutivo della principale associazione dell'industria edile tedesca, dal 1999 al 2008 vicepresidente della politica sociale, dal 2008 al 2011 vicepresidente dell'economia.
Dal 1998 al 2015 vicepresidente dell'Associazione delle imprese bavaresi.
Dal 1999 al 2008 membro del comitato esecutivo della Confederazione delle associazioni tedesche dei datori di lavoro.
Dal 2011 al 2016 Presidente dell'Associazione principale dell'industria edile tedesca.
Dal 2012 è vicepresidente della Federazione delle industrie tedesche.

## Riconoscimenti
Thomas Bauer è stato insignito della Croce Federale al Merito su Nastro, dell'Ordine al Merito dello Stato Libero di Turingia, dell'Ordine al Merito Bavarese e della Medaglia di Stato per i servizi speciali resi all'economia bavarese. Nel 2007 la sua città natale, Schrobenhausen, gli ha conferito la Medaglia d'oro di cittadino. Nell'ottobre 2013, Thomas Bauer ha ricevuto dall'Università Tecnica di Monaco di Baviera, su richiesta della Facoltà di Ingegneria Civile e Ambientale, il dottorato honoris causa di ingegnere (Dr.-Ing. E. h.), con la motivazione "per gli eccezionali risultati ottenuti nell'ingegneria civile speciale e per l'ulteriore sviluppo di un'azienda familiare in un'azienda riconosciuta a livello globale con una grande forza innovativa".  L'Associazione bavarese dell'industria edile gli ha conferito la presidenza onoraria nel 2016.

## Politica
Thomas Bauer è membro della CSU dal 1973 ed è stato membro del consiglio distrettuale del distretto di Neuburg-Schrobenhausen dal 1990 al 2011. Dal 2003 è stato tesoriere di Stato della CSU. È stato più volte membro dell'Assemblea federale per l'elezione del Presidente federale.
Dopo le dimissioni del ministro federale dell'Economia Michael Glos nel 2009, aveva dichiarato che sarebbe stato disponibile per il suo successore. Tuttavia, non è stato nominato ministro. A Glos è succeduto Karl-Theodor zu Guttenberg.